# Pro Monaco GP
Pro Monaco GP est un jeu vidéo de course de Formule 1 développé par Sega, sorti en 1980 sur borne d'arcade. C'est un jeu en vue objective du dessus et en couleur.